# 西尾市立寺津小学校
西尾市立寺津小学校（にしおしりつ てらづしょうがっこう）は、愛知県西尾市巨海町にある公立小学校。

## 概要
- 奥田町、南奥田町、西奥田町、港町、徳永町、寺津町（一部）、寺津1-4丁目、寺津5丁目（一部）、巨海町、刈宿町、中根町、小栗町の一部、下矢田町（一部）、矢田1丁目（一部）、矢田2丁目（一部）が校区である。公立中学校の進学先は西尾市立寺津中学校である[1]。

## 沿革
寺津小学校の創立年は1906年であり、1956年に創立50周年を迎え、2005年に創立100周年記念式典を行っている。これは寺津尋常高等小学校と西崎尋常小学校を統合した年が1906年であることによるものである。ここではそれ以前についても記述する。
- 1872年（明治5年）
  - 8月 - 郷学校として寺津村に寺津郷学校、中根村に中根郷学校が開校する。
  - 10月 - 郷学校として巨海村に巨海郷学校が開校する。
  - 11月 - 寺津郷学校が寺津義校、中根郷学校が中根義校、巨海郷学校が巨海義校に改称する。
- 1873年（明治6年）10月 -
  - 寺津義校が日清学校に改称する。福寿院[注釈 1]を仮校舎とする。
  - 巨海義校が止善学校に改称する。福生院[注釈 2]を仮校舎とする。
  - この頃、中根義校は廃校となる。
- 1876年（明治9年）7月 - 日清学校が寺津小学校、止善学校が巨海小学校に改称する。
- 1887年（明治20年） - 寺津小学校が巨海小学校を統合する。同時に尋常小学寺津学校に改称する。
- 1889年（明治22年）10月1日 -
  - 寺津村と徳永村が合併し、寺津村が発足する。
  - 中根村、刈宿村、巨海村が合併し、西崎村が発足する。
- 1892年（明治25年） -
  - 尋常小学寺津学校が寺津尋常小学校に改称する。寺津村の児童が通学する。
  - 尋常小学寺津学校から西崎尋常小学校が分離する。西崎村の児童が通学する。
- 1893年（明治26年）10月9日 - 寺津村の一部（大字徳永）が奥津村に編入される。徳永地区の児童は奥津尋常小学校に移る。
- 1901年（明治34年） - 寺津尋常小学校に高等科を設置し、寺津尋常高等小学校に改称する。
- 1906年（明治39年）
  - 5月1日 - 寺津村と西崎村が合併し、寺津村となる。
  - 10月1日 - 西崎尋常小学校が寺津尋常高等小学校に統合される。
- 1908年（明治41年） - 平坂村大字徳永、大字小栗新田の児童を委託される。
- 1910年（明治43年） - 寺津農業補習学校を併設する。
- 1913年（大正2年）4月1日 - 平坂村の一部（大字徳永）が寺津村に編入される。徳永地区の児童は正式に寺津尋常高等小学校へ移る。
- 1918年（大正7年） - 寺津農業補習学校が寺津村立農業補習学校として独立する。
- 1929年（昭和4年）4月1日 - 寺津村が町制を施行し、寺津町となる。寺津村立農業補習学校は寺津町立農業補習学校に改称する。
- 1931年（昭和6年） - 寺津町立農業補習学校が寺津公民学校に改称する。
- 1935年（昭和10年）7月1日 - 寺津公民学校が寺津町立寺津青年学校に改称する。
- 1941年（昭和16年）4月1日 - 寺津尋常高等小学校が愛知県幡豆郡寺津国民学校に改称する。
- 1947年（昭和22年）4月1日 - 寺津町立寺津小学校に改称する。寺津町立寺津青年学校を廃止。
- 1954年（昭和29年）8月10日 - 寺津町が西尾市に編入される。同時に西尾市立寺津小学校に改称する。
- 1958年（昭和33年） - 体育館が完成する
- 1965年（昭和40年） - プール（寺津中学校と兼用）が完成する。
- 1966年（昭和41年） - 新校舎（鉄筋コンクリート造2階建）が完成する。
- 1967年（昭和42年） - 校舎を増築する。
- 1973年（昭和48年） - 寺津中学校の体育館が寺津小学校に移管される。寺津中学校プールが完成し、従来のプールは寺津小学校プールとなる。
- 1982年（昭和57年） - 校舎（鉄筋コンクリート造3階建）が完成する。
- 1992年（平成4年） - 新体育館が完成する。
- 2004年（平成16年） - 旧校舎（1966年完成）を取り壊す。
- 2005年（平成17年） - 創立100周年記念式典を行う。

## 交通アクセス
- 六万石くるりんバス　寺津矢田線「田地山住宅」バス停より徒歩約5分。
- ふれんどバス「巨海」バス停より徒歩約8分。

## 周辺施設
- 愛知県立一色高等学校
- 西尾市立寺津中学校　※隣接
- 西尾市立福地中学校
- 西尾市立福地南部小学校
- 西尾市立一色西部小学校
- 寺津保育園
- 寺津漁港

## 関係者

### 卒業生
- 岩瀬仁紀 - 元プロ野球選手[2]